# Villar de Samaniego
Villar de Samaniego is een gemeente in de Spaanse provincie Salamanca in de regio Castilië en León met een oppervlakte van 27,98 km². Villar de Samaniego telt 88 inwoners (1 januari 2016).

## Demografische ontwikkeling
Bron: INE, 1857-2011: volkstellingen
Opm.: In 1857 werd de gemeente Robledohermoso aangehecht